# Бюльбюль білобровий
Бюльбю́ль білобровий (Pycnonotus luteolus) — вид горобцеподібних птахів родини бюльбюлевих (Pycnonotidae). Мешкає в Індії і на Шрі-Ланці.

## Опис
Довжина птаха становить 20 см, з яких близько 8 см припадає на хвіст. Виду не притаманний статевий диморфізм. Верхня частина тіла оливково-сіра, нижня частина тіла білувата. Над очима білі "брови", під очима білі напівкільця, через очі проходить темна смуга, під дзьобом чорні "вуса". Гузка жовтувата, підборіддя і вуса мають жовтуватий відтінок. Горло білувате. На потилиці є кілька нитчастих пер. Спів мелодійний, складається з різноманітних трелей. Представники підвиду P. l. insulae мають дещо тьмяніше забарвлення і коротші крила, ніж представники номінативного підвиду.

## Підвиди
Виділяють два підвиди:
- P. l. luteolus (Lesson, R, 1841) — центральна і південна Індія;
- P. l. insulae Whistler & Kinnear, 1932 — Шрі-Ланка.

## Поширення і екологія
Білоброві бюльбюлі поширені в Індії на південь від Гуджарату, Мадх'я-Прадешу і західної частини Західного Бенгалу (Міднапуру) та на Шрі-Ланці. Вони живуть в сухих тропічних лісах, рідколіссях і чагарникових заростях, на полях і плантаціях, в парках і садах.

## Поведінка
Білоброві бюльбюлі зустрічаються поодинці або парами. Живляться плодами нектаром і комахами, шукають їжу в чагарниках. Сезон розмноження триває з березня по вересень, з піками в лютому і у вересні. Гніздо чашоподібне, зроблене з гілочок, павутиння і шерсті, розміщується в чагарниках низько над землею. В кладці 2 яйця.

## Галерея

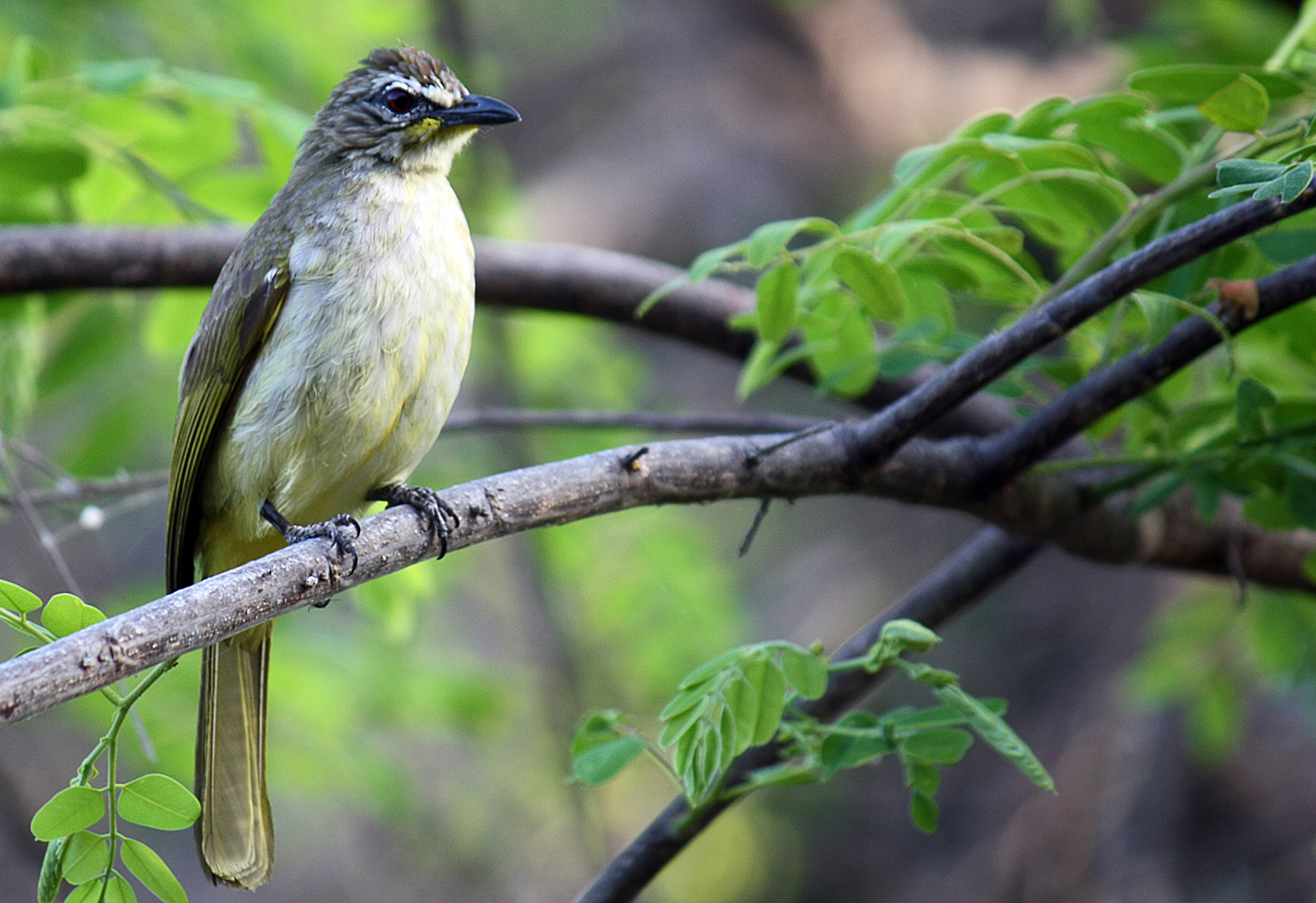
Білобровий бюльбюль (Шрі-Ланка)
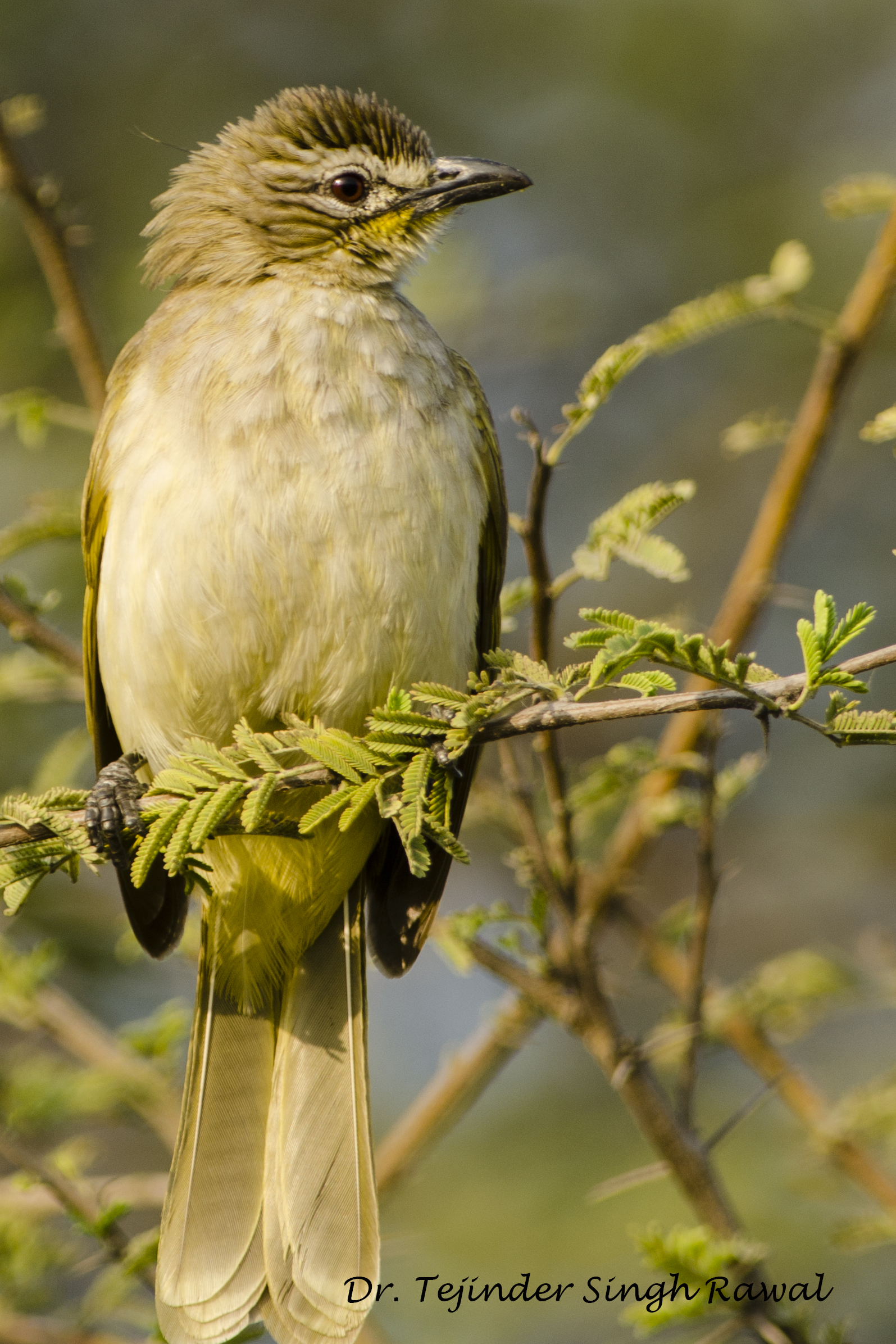
Білобровий бюльбюль (Нагпур, Індія)
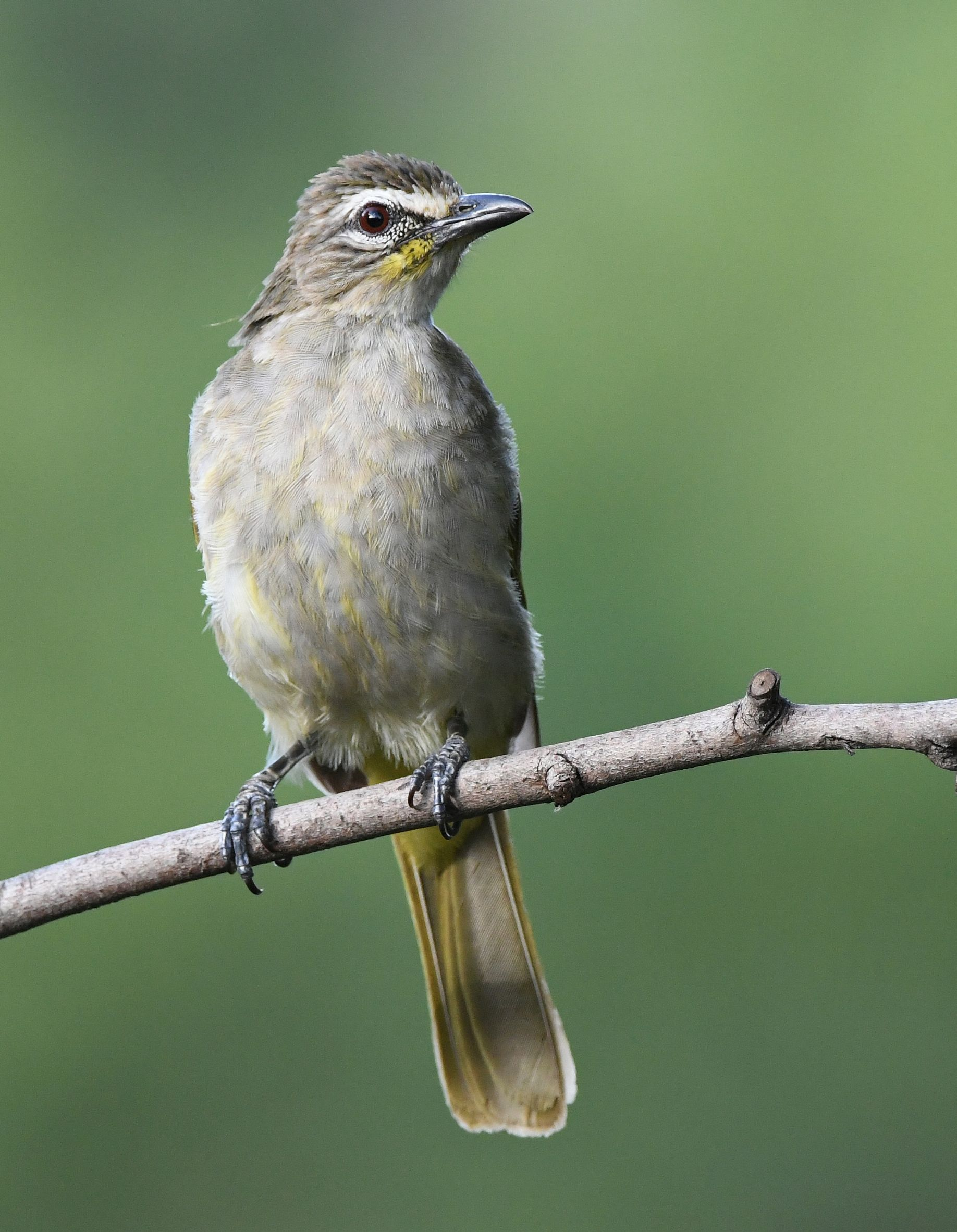
Білобровий бюльбюль (Хар'яна, Індія)
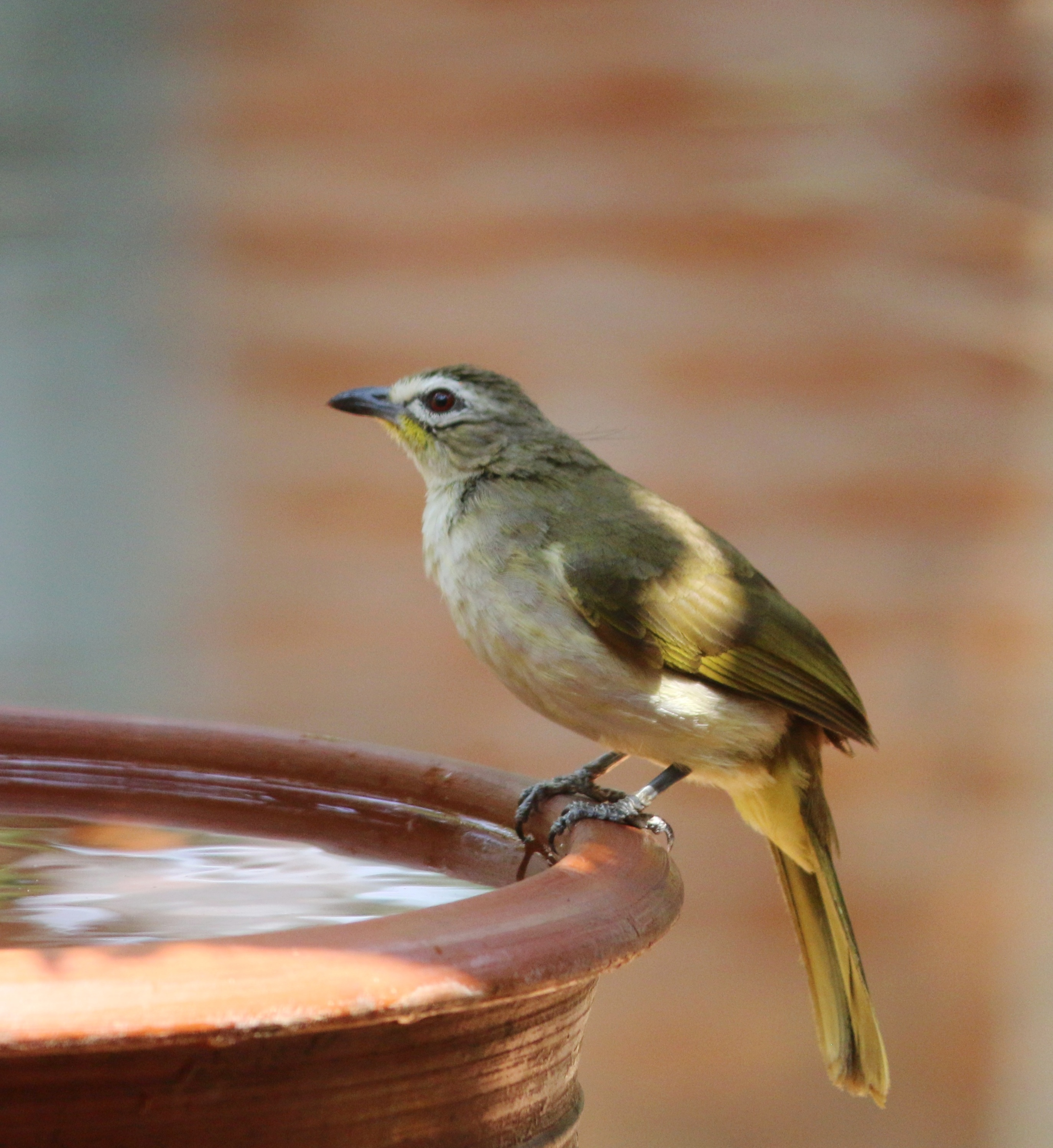
Білобровий бюльбюль